# James Hill
James Hill, (Jeffersonville, Indiana, Estats Units, 1 d'agost de 1916 − Santa Monica, Califòrnia, 11 de gener de 2001) va ser un productor de cinema estatunidenc.

## Biografia
Va crear una societat de producció amb Harold Hecht i Burt Lancaster, la Hecht-Hill-Lancaster.
Va estar casat amb l'actriu Rita Hayworth de 1958 a 1961. Com Rita Hayworth, va desenvolupar la malaltia d'Alzheimer.

## Hecht-Hill-Lancaster
- 1957: Xantatge a Broadway (Sweet Smell of Success) d'Alexander Mackendrick
- 1959: Taules separades (Separate Tables) de Delbert Mann
- 1960: Els que no perdonen (The Unforgiven) de John Huston

## Productor
- 1954: Vera Cruz de Robert Aldrich
- 1955: The Kentuckian de Burt Lancaster
- 1956: Trapezi (Trapeze) de Carol Reed
- 1957: Xantatge a Broadway (Sweet Smell of Success) d'Alexander Mackendrick
- 1960: Els que no perdonen (The Unforgiven) de John Huston
- 1962: L'últim xantatge (The Happy Thieves) de George Marshall

## Guionista
- 1953: His Majesty O'Keefe de Byron Haskin